# ماریانا مونتیانو
ماریانا مونتیانو (متولد ۱۴ اوت ۱۹۸۹) بنیان‌گذار و رئیس صندوق آب و هوای روسیه، یک سازمان حفاظت از محیط زیست است. این صندوق با هدف مقابله با تغییرات اقلیمی، ارتقای آگاهی عمومی، و حمایت از پروژه‌های پایدار در مناطق آسیب‌پذیر روسیه تأسیس شده است. در سال ۲۰۱۹، مونتیانو به دلیل رویکرد نوآورانه خود در حفاظت از محیط زیست، جایزه سازمان ملل متحد " قهرمانان زمین " را دریافت کرد.

## تعهد زیست‌محیطی
وقتی آتش‌سوزی‌ها در سال ۲۰۱۰ تقریباً دو میلیون هکتار از جنگل‌های سراسر کشور را نابود کردند، مونتیانو به جنبش حفاظت از محیط زیست ECA, که در نتیجه آن آتش‌سوزی‌های جنگلی تأسیس شده بود، پیوست. او مدیریت این اداره را در منطقه کوستروما بر عهده گرفت. با حمایت مالی تولیدکننده لوازم آرایشی روسی فابرلیک و حمایت داوطلبان متعدد، این سازمان موفق شد تا سال ۲۰۱۵ ده میلیون درخت بکارد.
بعدها، مونتیانو به رهبر «جنگل را بکارید» در جنبش ECA تبدیل شد. او علاوه بر کاشت درخت، متعهد به کار بر روی یک مفهوم ارتباطی فراگیر به منظور افزایش آگاهی از آب و هوا و محیط زیست در بین مردم بود. به عنوان مثال، در آستانه روز ولنتاین، ۲۰۱۹، بازی تلفن همراه «جنگل را بکارید» توسط تیمی پیرامون مونتیانو به زبان‌های روسی و انگلیسی منتشر شد. این برنامه به کاربران اجازه می‌دهد تا به صورت مجازی در زمین‌های بایر درخت بکارند، از جنگل‌های حاصل از آن در برابر آتش‌سوزی و آفات محافظت کنند و نحوه بازگشت حیوانات به آنجا را تجربه کنند. در عین حال، آنها این فرصت را دارند که پول اهدا کنند تا جنگل‌ها نیز در واقعیت پدیدار شوند. مونتیانو به دلیل این رویکرد نوآورانه و تعهد به حفاظت از جنگل‌ها، در سال ۲۰۱۹ مفتخر به دریافت جایزه سازمان ملل متحد «قهرمانان جوان زمین» شد. سازمان ملل متحد هر ساله این جایزه را به هفت فعال جوان محیط زیست اهدا می‌کند.
در سال ۲۰۲۰، مونتیانو سازمان خود، صندوق آب و هوای روسیه، را تأسیس کرد. او با این کار می‌خواهد به احیای جنگل‌ها ادامه دهد و یک کمپین جامع حفاظت از آب و هوا را هدایت کند. کاشت درخت بخش مهمی از این برنامه خواهد بود و همچنین تمرکز بر آموزش محیط زیست با تمرکز بر تغییرات آب و هوایی وجود دارد. پادکست‌هایی که ماهانه منتشر می‌شوند به بازیگران مهم محیط زیست اجازه می‌دهند تا نظرات خود را بیان کنند، مانند آرشاک ماکیچیان، رهبر «جمعه‌ها برای آینده» روسیه یا اریک آلبرشت، نویسنده کتاب «نسل گرتا». پادکستی در مورد چگونگی مدیریت شرکت‌ها برای پایدارتر شدن در حال برنامه‌ریزی است.
صندوق آب و هوای روسیه در حال حاضر ۱۲ نفر را در مسکو استخدام کرده است. آنها با کمک داوطلبان قصد دارند تا سال ۲۰۵۰، ۱ میلیارد درخت بکارند. برای این کار، این سازمان به اهداکنندگان بالقوه - از جمله شرکت‌ها - پیشنهاد می‌دهد تا میزان انتشار CO₂ خود را محاسبه کرده و بر اساس آن، با کاشت درخت یا اهدای پول برای کمپین‌های کاشت، آن را جبران کنند. صندوق آب و هوای روسیه به هر اهداکننده یک گواهی و گزارشی حاوی مختصات جنگل در حال رشد وعده می‌دهد.